# مهير بابا
مهير بابا وإسمه الحقيقي مروان شريار إيراني هو قائد ديني روحي هندي ومدعي إلوهية ولد في يوم 25 فبراير 1894 في مدينة بونه في الهند لعائلة زرادشتية من أصل إيراني، إدعى مهير بابا أنه وصل لمرحلة الإدراك الإلوهي، وأنه أفاتار مثل المسيح ومحمد. بدأ حياته كمتدين زرادشتي بالتأمل وفي عمر ال19 سنة بدأ عمله التبشيري في الهند، قدس الصمت والفقر، وقد قرر الصمت في أواخر حياته واستمر بالتبشير بالإشارة وبالكتابة، في أوخر حياته، قام بحملة توعية في أميريكا واليابان معارض لتناول المخدرات المهلوس كنوع من الطقوس الروحية، وقال آنها تعطي انطباع خاطيء حول التوحد مع الله. تبعه حوالي 7000 شخص في الهند وتبعه أشخاص آخرون في الولايات المتحدة أثناء هجرته إليها، توفي في يوم 31 يناير 1969 في مهرزاد في الهند. وقد ألف كتاب "الله يتكلم" وجمعت خطبه في كتيب بعنوان "خطابات". أثر في الكثير من مشاهير عصره وقاموا بانتاج مواد سمعية وبصرية دعما لمبادئه. من أهم نصائحه: "لا تقلق، كن سعيدا".

## حياته

### بدايات حياته
مهير بابا هو إيراني الأصل ولد في مدينة بونة الهندية لعائلة زراداشتية. سمي عند ولادته بـ مروان شيريار إيراني. كان والده من الباحثين عن الروحانيات وطاف البلاد من أجل البحث عن الخبرة الروحانية حتى استقر في مدينة بونه. والدته هي شيرين إيراني.كان ثاني أولادهما الخمسة.
اسس في صغره النادي العالمي ليكون على اتطلاع على المستجدات وتوزيع العطاءات على الفقراء. كان عازفا موسيقيا وشاعرا. وكان ملما بلغات عديدة وشغوف بأشعار الشاعر حافظ وبأعمال شكسبير وشيلي.
لم يبدي في صغره أي اهتمام بالروحانيات كما لم يكن له أي ادراك بهوية معينة. كان مهتما بالرياضة وخاصة لعبة الكريكيت. وفي عمر التاسعة عشرة، التقى بصوفية كانت تعتبر ولية اسمها حضرت باباجان التي قبلته على جبينه. أثرت الحادثة به بعمق كبير وأصابته بدوار. عندها، ترك كل نشاطاته المعتادة وبداء رحلة النعرفة بالروحانيات. بعد الحادثة، اتصل بعدد من الشخصيات الروحانية والتي قال عنهم فيما بعد أنهم «معلمو العصر الخمسة الأفاضل» وهم تاج الدين بابا، ناريان مهراج، ساي بابا من شردي، أباسني مهراج بالإضافة إلى باباجان.

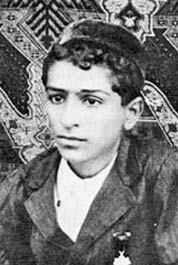
مروان الإيراني في عمر الستة عشر سنة في عام 1919.

فيما بعد، قال مروان أن اباسني مهراج ساعده في دمج الخبرة الصوفية في حياته العملية والإدراك الطبيعي. وبالتالي، استطاع العيش حياة طبيعية من دون إهمال الإدراك بالله. في أواخر عام 1921، عندما كان بعمر 27 سنة، وبعد أن أمضى 7 سنوات مع أباسني، بداء يجذب مريدين له. واطلق مريديه الأوائل عليه اسم مهير بابا، وتعني الأب الشفوق.
في عام 1922، اسس مهير بابا واتباعه ما سموه «منزليميم» (بيت المعلم) في بومباي حيث بدء بالطلب من مريديه ممارسة الانضباط والانصياع الصارم. بعد سنة، انتقل مع مريديه الذين سماهم «مندالي» (المجموعة المقربة) إلى منطقة تبعد بضعة أميال عن أحمدنجر واستوطنوها فسماها «مهيرأباد» (مزدهرة مهير) وأنشاء فيها أشرم (صومعة) له ولتلاميذه حيث أصبحت مركز نشاطاته. خلال فترة العشرينيات من القرن العشرين، افتتح مهير مدرسة ومستشفى ومستوصف ليوفروا الخدمات المجانية إلى الجميع من دون أي اعتبار لدينهم أوعرقهم أومستواهم الاجتماعي.
من يوليو /تموز 1925، فرض مهير على نفسه الصمت المدقع لبقية حياته والتي امتدت 44 سنه إلى نهاية حياته. وبداء يعبر عن أفكاره بالكتابة الطبشورية على لوح، ثم استعمل لوحة أحرف يؤلف بواستطها الكلمات وفي النهاية، استعمل اشارات يدوية استنبطها هو وعلمها لبعض اتباعه. وفي عام 1927، توقف عن استعمال أي أدوات كتابية.

### ثلاثينيات القرن العشرين - الإتصال بالعالم الغربي
في ثلاثينيات القرن العشرين، بداء مهير رحلات مكثفة حول العالم وبخاصة رحلات عديدة إلى الولايات المتحدة وأوروبا. ومعها، استطاع إنشاء نواة لمريدين مقربين عالميين. استعمل في تجواله جواز سفر فارسي لأنه لم يرد أن يوقع على طلبات جواز بريطانية هندية بسبب توقفه عن استعمال أدوات الكتابة. خلال أول رحلاته إلى انكلترا، التقي بمهاتما غاندي على ظهر السفينة وتقابلا ثلاث مرات إحداها لمدة ثلاث ساعات. وعلق أحد معاوني غادي أنه يجزم أن غاندي لم يطلب أي نصيحة من مهير.
في 20 مايو/أيار 1932، وصل مهير إلى نيويورك وطلب تلاوة تصريح مكتوب من 1000 كلمة كرسالة إلى أميركا والتي أعلن بها عن أنه الشخص التي يمتلك ما لانهاية من كل شيء واعلن نيته عن فك صمته. إلا أنه لم يجد الوقت المناسب. ورفض التعليق على السياسات البريطانية الهندية وقال أحد أتباعه أن مهير نصح غاندي بالابتعاد عن السياسة.
التقى مهير في رحلاته الغربية بالعديد من الشخصيات والفنانين. وخطابه إلى أهل هوليوود جعلت منه من أهم شخصيات الثلاثينيات. في عام 1934، غير مخططات سفره على حين غرة من دون أي تفسير واتجه إلى هونك كونغ. عاد إلى انكلترا في عام 1936 لكنه لم يعد إلى الولايات المتحدة حتى الخمسينيات.
في نهاية الثلاثينيات، دعا مهير مجموعة من النساء الغربيات للانضمام إليه في الهند. وقام بتنظيم رحلات لهم في الهند وسيلان في ما سميا برحلات الحافلة الزرقاء. وعند عودتهم، تعاملت الصحافة مع الرحلة على أنها فضائحية.

### أربعينيات القرن العشرين - المنشيين والحياة الجديدة
في نهاية الثلاثينيات وخلال الأربعينيات، عمل مهير بكثافة مع المنشيين (المفتونين بالله لدرجة السكر). وبحسب مهير، هم أشخاص أصبحوا عاطلين بسبب الخبرة الساحرة التي مروا بها لحبهم لألله بعد أن وصلوا إلى مستويات عليا من الإدراك. قال عنهم انهم يبدون من الخارج كمجانين أو غير عقلانيين، إلا أنهم من الداخل يملكون قدرات روحانية متقدمة وعالية. فقرر مساعدتهم في التقدم روحانيا وبنفس الوقت إدخالهم في مساعدته في العمل الروحي الذي يقوم به.
في عام 1949، بداء مرحلة مبهمة سماها "الحياة الجديدة". بعد العديد من الشكوك في إخلاص متابعيه واستعدادهم لتطبيق أشد تعاليمه قسوة، اختار عشرين من اتباعه المقربين وطلب منهم مصاحبته في حياة شاقة من دون أمل وبعجز تام. فقام هو واتباعه بالتخلي عن كل ما يملكون وبدؤا التجول حول الهند متخفين كفقراء يشحذون الطعام والمؤى منفذين أوامر مهير الصارمة. من هذه الأوامر، مواجهة الصعاب مهما كانت بالانفتاح وبالسرور. ومن لم يستطع المثول، طلب منهم ترك المجموعة. انتهى مهير من تجربة الحياة الجديدة في فبراير / شباط 1952 ثم عاد إلى التواصل مع الغرب.

### الخمسينيات -الكتابة وحادث سيارة
في الخمسينيات، قام مهير بتأسيس مركزين له خارج الهند هما مركز مهير الروحاني في جنوب كارولينا ومسكن المتجسد في أستراليا.خلال رحلته إلى كارولينا الجنوبة، اصطدمت السيارة التي يستقلها بسيارة أخرى فاصيب مع مرافقيه بأضرار. اصيبت رجله بعدة كسور كما تحطمت عظام أنفه. وأمضى فترة النقاهة في مركزه في كارولينا الجنوبية حيث وضع دستورا لمجموعة من الصوفيين الغربيين التي سماهم «الصوفية المتحولة». كما بداء في أغسطس / أب 1953 إملاء كتابه الأساسي بعنوان «الله يتكلم». وفي سبتمبو / أيلول، 1954 قام بتريبات للصحابة الذكور فيما عرف بالأسابيع الثلاثة الرائعة. في هذه الأثناء أطلق مهير إعلانه الذي ادعى به حقيقة تجسده وأنه الصورة الرمز (أفتار) لألله من دون أي اعتبارلمن يقبل بهذا أو لمن يرفضه. طبعت نسخ كتابه ونشر في أميريكا عام 1954. في سبتمبر 1954، أطلق العديد من التنوأت المبهمة. وفي أكتوبر / تشرين الأول 1954، ترك التواصل بالكتابة وبداء استخدام يديه في المخاطبة. وفي 2 ديسمبر / كانون الأول 19566، تعرض لثاني حادث سيارة واصيب في حوضه وانحاء أخرى من جسمه والتي أدتا إلى انعدام حركته. وبعكس توقعات طبيبه، استعاد مهير قدرته على المشي مرة ثانية الا أن حركته اصبخت محدودة. في 1956، عاد في زيارته الخامسة إلى الولايات المتحدة، وزار نيويورك وواشنطن ومركزه في كارولينا الجنوبية وتعرف على المزيد من الشخصيات المرموقة. ثم توجه إلى أستراليا وكانت هذه أخر رحلاته إلى أمريكا واستراليا.

### الستينيات - السنوات الأخيرة ورسالته حول المخدرات
في 1962، قام مهير بأخر أعماله العامة وهي سلسلة من الاجتماعات لمجموعة الشرق والغرب حيث جمع مريديه الغربيين بمريديه الهنود وأعطى الدرشانة (إدراك الله) إلى الألاف من الناس بالرغم عجزة البدني.
وفي منتصف الستينيات، أصبح مهير قلقا من انتشار المخدرات في الغرب وتواصل مع بعض الأكادميين معترضا على استخدام المخدرات كوسيلة روحانية. وفي هذا المجال، وضع تصوراته حول الموضوع في منشور سماه «الله في حبة» معللا اسباب اعتراضه على استخدام المخدرات في الشعائر الروحانية. وقال «إذا كان الوصول إلى الله هو عن طريق الهلوسة، فالله لا يستحق أن يكون الله» وطلب من اتباعه بنشر هذه الرسالة في أمريكا. وقامت جملات مضادة للمخدرات في أمريكا وأوروبا التي لم تكن مجدية الا أنها جذبت عدد كبير من المتابعين الجدد.
في هذه المرحلة، بداءت صحة مهيرا تدهور وتابع فترات من العزلة والصيام. وبنهاية 1968، أخذ فترات من العزلات الطويلة قائلا أن مهمته تمت بنجاح كامل. وبسبب حالته الصحية، امضى وقته مستلقيا شاعرا بالام فس عضلاته.

### وفاته
في 31 يناير / كانون الثاني من عام 1969، توفي في منله في مهيرأباد. وكانت أخر اشاراته لاتباعه: «لا تنسوا أنني الله». وسمى اتباعه هذا اليوم «امارتيثي» (يوم اللاموت). ودفن في ضريحه في مهيرأباد. وبقي مجسى لاسبوع لاتاحة المجال لمتابعيه بالقدوم والقاء النظرة الأخيرة.

## تعاليمه
يمكن تصنيف تعاليم مهير بابا بقسمين. الأول تفسيراته حول طبيعة النفس والكون. والثاني، هي نصائح تطبيقية لطالب الروحانية. وللإثنين علاقة مترابطة متداخلة.
ذكر فلسفته حول الميتافزيقية الروحية في كتابه «الله يتكلم» حيث يشرح بشكل مستفيض مفهومه للكون والهدف من الحياة وكيفية ارتقاء الروح. بينما نصائحه التطبقية ذكرها في كتابه «خطابات».

### الله يتكلم
في كتابه الله يتكلم، يصف مهير بابا رحلة الروح من اللاإدراك الإلهي الذي هو منبعها الأساسي وحتى تصل إلى نهاية مبتغاها وهو الإدراك الإلهي. فكل الرحلة هذه هي رحلة في الخيال، بحيث أن حالة الله الأساسية الواحدة التي لا تقسم تتخيل أنها تقسمت إلى عدد لامحدود من الاجزاء المنفصلة التي هي الروح ويصفها بأنها فقاعات في محيط لا حدود له. وكل روح تطمح في أن تكون مدركة فتبداء رحلتها في الإدراك مبتدئة بأول الأشكال البدائية للإدراك. وما يعيق هذا الانتقال هو الحاجة إلى شكل فيزيائي لخبرة الإدراك ليستطيع الانتقال إلى مستوى إدراكي أعلى. وينمو الإدراك بحسب للتصورات التي يسمح بها الشكل المتخذ أو الحالة التي وصلت اليها.
وبحسب مهير، فإن كل روح تتطور في الإدراك بانتقالها من حالة إلى أخرى بتسلسل عبر سبع مراحل تطورية يسميها المملكات هي: الجماد (الحجارة والمعادن)، النباتات، الديدان، السمك، الطيور، الحيوانات ثم الإنسان. وفي كل مرحلة، تكون الروح مقيدة بالتصورات التي تسمح به الشكل المأخوذ، وبالتالي مقيدة بالتصورات التي يقدمها ذلك الشكل. ومع كل مرحلة، يتطور الإدراك بتراكم التصورات التي حصل عليها من الحالات السابقة. وحين يصل إلى مرحلة الإنسان، يصبح الإدراك لا محدود. بالرغم من هذه الامحدودية، فإن الإدراك التي يصل اليها الروح في مستوى الإنسان يواجه بعقبة محدودية التصورات التي راكمها مما يجعله لا يدرك نفسه. لهذا، هناك حاجة في إعادة التجربة الإنسانية مرات كثيرة لتحقيق الإدراك الكامل. وهذا يحصل عن طريق التناسخ أو التقمص.
وفي النهاية، يصل الإدراك إلى مستوى يصبح به تراكم التصورات ضعيفا لدرجة تسمح للإنسان بالوصول إلى المرحلة النهائية وهي الإنبثاق الروحي وحتى في هذه المرحلة، الإنسان بحاجة لعدة دورات من التناسخ، لكن هذه المرة برحلة إدراكية داخلية حتى تدرك نفسها بالله. وهذه الرحلة الداخلية تمر بسبع مستويات تطورية تصل الروح بنهايتها إلى إدراك الله والتي هي الهدف النهائي للروح.

### الخطابات
الخطابات هي مجموعة من التفسيرات والتوضيحات التي شرحها مهير حول تطور الروح التي تهم الطامح للوصول إلى الإدراك النهائي. من أهم المواضيع المشروحة هي فكرة السانكاراس (التصورات التي يخذنها اللاوعي)، المايا (مبداء الوهم) طبيعة الأنا العقلية (الغرور، الذات)، التناسخ (عودة الروح إلى الحياة)، الكارما، العنف واللاعنف، التأمل، الحب، التتلمذ، وإدراك الله. والأمثلة التي يقدمها في العادة تعتمد على التقاليد الهندية والصوفية.
وهكذا، يعطي مهير بابا العديد من الاقتراحات التي تدفع المريد إلى التوجه والتطور ناحية إدراك الله. ومن هذه الاقتراحات تنفيذ وتطييق النظريات، رفض الرغبات الذاتية، تقديم الخدمات اللاأنانية للمجتمع وللمعلم، العفوية وتجنب الأفعال التي تجبر الفرد على بناء التخيلات. وبدلا من طرح قوانين أخلاقية، يقدم تفسيرات حول الأسباب التي تجعل الفرد تقيد الفرد وبين الأسباب التي تحرره باتجاه الإدراك الإلهي. وكثير من الفصول، تقدم شرحا أفضل حول أسباب اختيار موقف ما بين الأضاد، مثل بين السعادة والألم، بين الخير والشر، ويقدم طرق للتفوق عليهم.

### المعلم المثالي والأفاتار
يقول مهير بابا أن في كل عصر، هنال 56 عارفا مجسدا لمدركي الحقيقة الإلهية. من هؤلاء، هناك دائما خمسة يمثلون معلمو العصر الأفاضل. وحين يتوفى أحد المعلمون الأفاضل، يحل مكانه أو مكانها واحد من الـ56 عارفا على الفور.
أما الأفاتار، فهو حالة خاصة من المعلمون الإفاضل وهي الروح الأولى التي تحقق إدراك الله. وهذه الروح، أي المعلم الفاضل الأصلي، لا يكف عن الاستنساخ. وهذا الأفاتار يمثل حالة من حالات الله تسمى فيشنو في البوذية والبرافارديغار في الصوفية. أي ذلك الذي يحافظ على حالة الله. ويظهر الأفاتار بالحالة الإنسانية مرة كل 400 إلى 1400 سنة. ويحضر إلى الحالة الإنسانية بدعوة من المعلمون المثاليون الخمسة للمساعدة في تطور الروح في رحلتها اللانهائية تجاه الإدراك الإلاهي. وبحسب مهير بابا، من الأفاتارات التي ظهرت إلى الآن: زرداشت، راما، كريشنا، بوذا، المسيح ومحمد.
ويصف مهير بابا الأفاتار بـ«المقياس الذي يستعمله الإنسان لمعرفه ماهيته والماهية التي يمكن الوصول اليها. هو يعطي القيم القياسية بتفسيرها بحسب الإلوهية الإنسانية».
آمن معظم اتباع مهير بابا بأنه أفاتارعصرهم وبأنه وصل لمستوى إدراك الله.

## أسماء الله السبعة
إن أسماء الله السبعة هي صلاة وضعها من ميهير بابا وطلب من تلاميذه وأتباعه المقربين أن يحفظوها يتلوها، غالبًا كأنشودة أو كأغنية، في أوقات معينة خلال حياته. الأسماء السبعة هي: هاري، باراماتما، الله، اهورامازدا، الله، يزدان، هو.
قام ماهر بابا بتأليف الصلاة في 16 يونيو 1927 للطلابه في مدرسته الحرة المعروفة باسم «مهير أشرم» لحفظها وتلاوتها يومياً. شمل الجدول اليومي للطلاب الإستيقاظ في الساعة 5:00 صباحا وبعد الاستحمام، عليهم ترديد صلاة «أسماء الله السبعة». كما يتم غنائها قبل كل وجبة في قاعة الطعام. طلب بابا لاحقا أن يحفظها اتباعه الكبار وتلاوتها.
ألف بابا نسخة أخرى خلال عزلته النهائية في عام 1967 ثم طلب من تلميذ يدعى كايكوباد أن يتلوها بصوت عال في حضوره.

### أسماء الله السبعة في اليهودية
تقليد سبعة أسماء الله ليس جديدًا على مهير بابا. في اليهودية في العصور الوسطى، كان يُدعى الله أحيانًا «السبع».  بين العبرانيين القدماء، كانت الأسماء السبعة للإله الذي كان على الكتبة أن تمارسه عناية خاصة:
- إيل (واحدة من أقدم أسماء الإله التوحيدي، التي يرجع تاريخها على الأقل في وقت مبكر من أقراص وجدت في سوريا 2300 قبل الميلاد)
- إلوهيم («القوي» أو «الرب سبحانه وتعالى»)
- أدوناي («ربي» وأصل الاسم اليوناني أدونيس)
- إييه أشير إييه («انا الذي هو انا»)
- يهوه («الإله الكائن أو هو الكائن»)
- شداي («سبحانه وتعالى» وفقاً لـ سفر الخروج 6: 2، 3، كان شداي هو الاسم الذي عُرف به الله لإبراهيم وإسحق ويعقوب.)
- زيبوت («المضيف السماوي»)

### أسماء الله السبعة في المسيحية
يعترف بعض المسيحيين بسبعة أسماء لله، وغالبا ما يستشهدون بمزمور 23.
- يهوه ييري — «يهوه سيوفر» (التكوين 22:13-14)
- يهوه -رابها — «يهوه سيريح» (الخروج 15:26)
- يهوه-نسئي "— " يهوه الراية "(الخروج 17:8-15)
- يهوه-شالوم — «يهوه سلامنا» (القضاة 6:24)
- يهوه-را-ئي — «الرب هو الطريق، راعي» (المزامير 23:1)
- يهوه-تصدكينو — «يهوه برنا» (إرميا 23:6)
- يهوه-شاما — «يهوه هو النور، الحي الأبدي» (حزقيال 48:35)

## تأثيراته
رحلات وتعاليم مهير بابا خلفت العديد من المريدين والمتابعي له حول العالم. أسس عام 1959 مؤسسة صندوق الأفاتار مهير بابا الخيرية ووضع قوانينها. تدير المؤسسة شؤون ضريحه والحج إليه كما تقدم الخدمات المجانية عبر مؤسسات يديرها مثل مدرسة، وصيدلية وعيادة عيون وعيادة طب بيطري. لا يشمل عمل المؤسسة الإدارة الروحانية للأتباع كما لا تقوم باعمال الدعاية أو نشر المعتقدات ولا تقوم بأي دور بالدعوة لمريدين جدد. كان مهير معارضا فكرة الدعوة إذ كان يقول أنه ليس بحاجة للدعاية لجذب متابعيه ودعا متابعيه أن تكون أعمالهم الصادقة وخاصة تطبيق الحب والصدق، هي عملية جذب الأخرين من حول العالم. لا يوجد أي طقوس أو شعائر مفروضة على متابعيه، الا أن بعضهم يمارس بعض الطقوس باختيارهم مثل بوجا (صلاة تكريم هندوسية)، أرتيس (إضاءة النار)، الصلاة، الموسيقى، مشاهدة أفلام مهير بابا. التركيز الأساسي للمريدين هو العيش بطريقة يرضى بها مهير مثل الصدق والامتناع عن تناول المخدرات وتذكر الله بمحبة. كما يحاول المتابعون الحتفال بيوم ولالدة مهير ويوم وفاته وبعضهم يحجون إلى مثواه الأخير. كما قد يصمتون في يوم الصمت في 10 يوليو / تموز من كل عام.
وبع مماته، جذب العديد من مشاهير الغرب مثل بيت تاونساند، مغني فريث ذا هو الشهير، غنى العديد من الأغاني تكريما لمهير منها «هابي بيرثداي» و«أنا من أنا». وكذلك غنت له ميلاني سافكا وبوبي ماكفيرين الذي حاز على جوائز لأغنيته «لا تقلق، كن سعيدا» المستوحاة من مهير.
في عام 2012، انتج فيلم «لا رحلة طائرات إلى زغرب» الذي ظهر به مهير في بعض لقطاته معارضا لتناول المخدرات.
من أشهر أقواله: «لا تقلق، كن سعيدا. فأنا أحبكم أكثر مما تحبون أنفسكم».

## روابط خارجية
- مهير بابا على موقع الموسوعة البريطانية (الإنجليزية)